# Konnie Huq

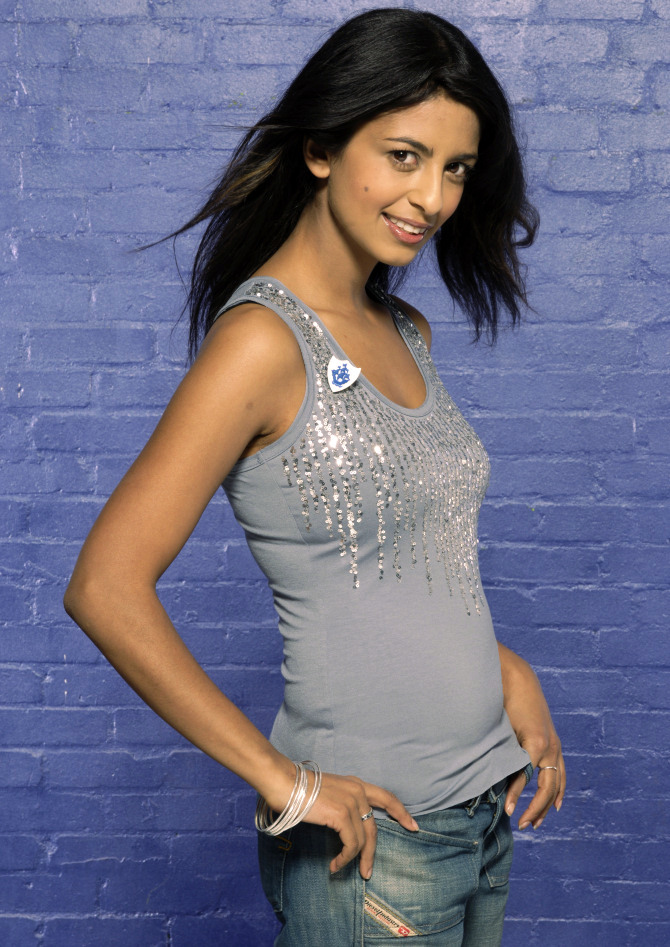
Huq em 2006

Kanak "Konnie" Huq (em bengali কনি হক, nascida em 17 de julho de 1975) é uma apresentadora de televisão britânica, conhecida por participar do programa infantil Blue Peter, que apresentou entre 1 de dezembro de 1997 e 23 de janeiro de 2008.